# Yortan, Yenice
Yortan là một thị trấn thuộc huyện Yenice, tỉnh Karabük, Thổ Nhĩ Kỳ. Dân số thời điểm năm 2010 là 1.790 người.